# Xisca Tous
Francisca "Xisca" Tous Servera (Artá, Baleares, 30 de junio de 1992) es una deportista española.

## Trayectoria
Se inició como deportista en natación en el club de su pueblo natal, Club Aigua Esport de Artá. Empezó a competir con siete años. A los quince años la llamaron para ir al CTEIB (Centro de Tecnificación Deportiva de las Islas Baleares). Seguía compitiendo para el mismo club, solo que cambió de entrenadores, de colegio y de lugar de residencia ya que estaba interna en la residencia del centro de tecnificación. Los entrenadores del CTEIB vieron que tenía cualidades en la carrera a pie y la animaron a probar con algún triatlón.
En 2010, con 18 años, le hicieron realizar la toma de tiempos que se hacía a nivel nacional. Consistía en diversas pruebas de nadar y correr. Según el resultado daban unos puntos y las cuatro mejores puntuaciones a nivel nacional las mandaban cuatro días a Madrid, a la Blume a hacer diversos tests de nadar y correr. Xisca quedó entre las cuatro primeras y le tocó ir. Al ver sus resultados le animaron a que realizara su primer triatlón, corrió el nacional junior de triatlón donde obtuvo una quinta posición. Le gustó tanto que a la temporada siguiente ya quiso dedicarse al triatlón.
Esa primera temporada seguía compitiendo por su club de Artá que abrió una sección de triatlón y continuaba entrenando en el CTEIB pero ahora en triatlón. Cabe destacar en su primera temporada se hizo con el título nacional junior de acuatlón y con un octavo puesto en el mundial junior de duatlón. Hubo interés de varios clubes de la península, no pasó desapercibida y la temporada siguiente empezó a competir con el que aún hoy en día es su club, los Diablillos de Rivas Vaciamadrid.
En la temporada 2018 cabe destacar que obtuvo el título de Campeona de España élite de triatlón distancia olímpica, campeona de España élite de acuatlón, top 10 copa Europa élite de triatlón distancia olímpica, representante de la selección española en el relevo mixto de las series mundiales de triatlón en Edmonton (Canada).
En el 2019 empezó a destacar a nivel internacional , consiguiendo sus primeros podiums en Copas de Europa, con dos medallas de plata.En Acuatlón consiguió doble medalla de oro en Los juegos mundiales de playa de Qatar ganando la categoría individual y la de relevos mixtos, consiguiendo ser doble campeona del mundo.En el campeonato de España se hizo con doble medalla de plata en el triatlón olímpico y sprint, así como proclamándose Campeona de España de acuatlón. Además consiguió el primer top 10 en Copa del mundo de triatlón.
Además consiguió ser la primer mujer Balear en conseguir un top 15 en el Campeonato de Europa de triatlón en categoría absoluta.
En 2020 debuto de manera individual en las series mundiales de Triatlón en el Campeonato del mundo de Hamburgo.
El 2021 volvió a conseguir el Campeonato de España de triatlón distancia olímpica.
En el año 2022 consiguió la primera victoria internacional en categoría absoluta de triatlón y situarse en el top 60 mundial de triatlón.
La temporada 2023 consiguió doble top 6 en Copa del mundo de triatlón, metiéndose de lleno en la clasificación olímpica y volviendo a conseguir podiums en carreras internacionales.
En 2024 se quedó una plaza fuera del ranking olimpico.
En lo que va de 2025 debut en la distancia IRONMAN 70.3 en categoría profesional  con la 2ª posición y Slot para el mundial de Noviembre de Ironman 70.3, siendo la 1ª Balear en conseguir plaza en categoría profesional.
- Datos: Q97369157